# Myrceugenia
Myrceugenia es un género de árboles y arbustos perennes de la familia Myrtaceae. 
Es nativo de Sudamérica, desde el sudeste de Brasil al sur y sureste de Chile; está estrechamente emparentado con el género Luma, por lo que algunos botánicos le incluyen en este género.
Dos especies son endémicas del Archipiélago Juan Fernández en la costa oeste de Chile. M. fernandeziana es endémica de la Isla Robinson Crusoe y M. schulzei de la Isla Alejandro Selkirk, donde son árboles importantes en las tierras bajas y selvas bajas de montaña.

## Taxonomía
El género fue descrito por Otto Karl Berg y publicado en Linnaea 27: 5 (in clave). 1855.
Etimología
Myrceugenia: nombre genérico que deriva de la fusión de los nombres de los géneros Myrcia y Eugenia.

## Especies aceptadas
Las especies aceptadas en este género son: It is closely related to the genus Luma; some botanists include Myrceugenia in that genus.
- Myrceugenia acutiflora
- Myrceugenia alpigena
- Myrceugenia bocaiuvensis
- Myrceugenia bracteosa
- Myrceugenia brevipedicellata
- Myrceugenia × bridgesii''Myrceugenia'' × ''bridgesii''
- Myrceugenia camargoana
- Myrceugenia campestris
- Myrceugenia chrysocarpa
- Myrceugenia colchaguensis
- Myrceugenia correifolia
- Myrceugenia cucullata
- Myrceugenia decussata
- Myrceugenia × diemii
- Myrceugenia euosma
- Myrceugenia exsucca
- Myrceugenia fernandeziana
- Myrceugenia foveolata
- Myrceugenia franciscensis
- Myrceugenia gertii
- Myrceugenia glaucescens
- Myrceugenia hamoniana
- Myrceugenia hatschbachii
- Myrceugenia hoehnei
- Myrceugenia kleinii
- Myrceugenia lanceolata
- Myrceugenia leptospermoides
- Myrceugenia mesomischa
- Myrceugenia miersiana
- Myrceugenia myrcioides
- Myrceugenia myrtoides
- Myrceugenia obtusa
- Myrceugenia ovalifolia
- Myrceugenia ovata
- Myrceugenia oxysepala
- Myrceugenia parvifolia
- Myrceugenia pilotantha
- Myrceugenia pinifolia
- Myrceugenia planipes
- Myrceugenia reitzii
- Myrceugenia rufa
- Myrceugenia rufescens
- Myrceugenia schulzei
- Myrceugenia scutellata
- Myrceugenia seriatoramosa
- Myrceugenia venosa